# 广西人民出版社
广西人民出版社，是一个于1952年8月18日在南宁成立的一个地方综合性出版社。该社的出书范围是：马列主义、毛泽东思想理论著作；以马克思主义为指导的哲学、政治、法律、经济、历史等研究著作，上述各门类辞书、工具书；中国共产党广西壮族自治区委员会與广西壮族自治区人民政府责成出版的宣传方针、政策的读物和时事宣传读物；中共党史、党建读物和通俗政治理论读物，青年思想教育读物；以及古籍整理和旅游读物。
广西人民出版社建社以来，出版图书上万种。具有较大影响的书有：《领导科学基础》、《接力书信集》、  《广西各民族民间图案选选集》、《漓江百里图》、《广西革命回忆录》、《回忆红七军》、《红军长征过广西》、《抗战时期桂林文化运动资料丛书》、《广西中药志》、《民间饮食疗法》、《药用果品》(被日本、澳大利亚两国翻译出版)以及《太平天国人物》、《中法战争调查实录》、《忠王李秀成自述校补书》、《广西各民族民间文学丛书》、《广西各民族民间音乐丛书》、《孙子兵法与企业管理》。该社还办有期刊《中外少年》。